# Sonvico
Sonvico é uma comuna da Suíça, no Cantão Tessino, com cerca de 1.729 habitantes. Estende-se por uma área de 11,09 km², de densidade populacional de 156 hab/km². Confina com as seguintes comunas: Bidogno, Cadro, Capriasca, Cimadera, Corticiasca, Lugaggia, Valcolla, Valsolda (IT-CO), Villa Luganese.
A língua oficial nesta comuna é o Italiano.